# Miss Exclusive of the World
Miss Exclusive of the World je mezinárodní soutěž krásy, která se koná v Turecku.

## Vítězky
| rok  | ročník | Vítězka             | Země    | I. vicemiss     | Země           | II. vicemiss     | Země           | Datum konání      | Místo konání | Poznámky      |
| ---- | ------ | ------------------- | ------- | --------------- | -------------- | ---------------- | -------------- | ----------------- | ------------ | ------------- |
| 2010 | 1.     | Josephine Helbrandt | Dánsko  |                 | Nizozemsko     |                  | Bělorusko      |                   | Turecko      |               |
| 2011 | 2.     | Claudia Carrasco    | Peru    | Enrika Trepkute | Litva          | Acelya Kartal    | Turecko        | 16. července 2011 | Cesme        | 40 finalistek |
| 2012 | 3.     | Cassandra Becerra   | Mexiko  | Aideliz Hidalgo | Portoriko      | Šárka Cojocarová | Česko          | 7. července 2012  | Turecko      | 45 finalistek |
| 2013 | 4.     | Gizem Koçak         | Turecko |                 | neznámá vlajka |                  | neznámá vlajka | 31. srpna 2013    | Cesme        |               |

### Počet vítězství jednotlivých zemí
| Země    | Počet titulů | Roky vítězství |
| ------- | ------------ | -------------- |
| Dánsko  | 1            | 2010           |
| Peru    | 1            | 2011           |
| Mexiko  | 1            | 2012           |
| Turecko | 1            | 2013           |

## České reprezentantky na Miss Exclusive of the World
| rok  | Jméno a příjmení | Česká soutěže krásy | Umístění v české soutěži |
| ---- | ---------------- | ------------------- | ------------------------ |
| 2011 |                  |                     |                          |
| 2012 | Šárka Cojocarová | Česká Miss 2011     | Česká Miss Earth         |